# Ricardo Ragendorfer
Ricardo Ragendorfer (La Paz, 30 de julio de 1957) es un periodista de investigación y escritor radicado en Argentina, especializado en temas policiales.

## Trayectoria
Se hizo periodista en México, como redactor de la edición local del semanario español Interviú. Viaja con pasaporte austríaco y vive en el barrio de San Telmo, Buenos Aires, donde escribió en revista Gente, Caras y Caretas; Cerdos y Peces; además de en los diarios Ámbito Financiero y Tiempo Argentino.
Es apodado "Patán", como el perro de risa nerviosa en la serie Los autos locos.
Ha publicado casi una decena de libros de investigación periodística pero con La maldición de Salsipuedes, debutó en la ficción.
Ha sido columnista e investigador para programas de TV e incursionó en el cine como coguionista, asesor y hasta protagonista de alguna escena.

## Vida personal
Nació en La Paz (Bolivia), en una familia de origen austríaco, país del cual posee ciudadanía. Reside en la ciudad de Buenos Aires.

## Obras
- Robo y falsificación de obras de arte en la Argentina: un negocio ilegal floreciente (1ª edición). Letra Buena. 1992. ISBN 978-950-777-025-8.[3]
- Meneses - Un policial (1ª edición). Juan Genovese Editor. 1992. ISBN 978-987-99019-1-5.
- La Bonaerense (1ª edición). Planeta. 1997. ISBN 978-950-742-826-5. En coautoría con Carlos Dutil.[4]
- La secta del gatillo: Historia sucia de la Policía Bonaerense (1ª edición). Planeta. 2002. ISBN 978-950-49-0987-3.[5] (Reeditado como La bonaerense 2 (1ª edición). Booket. 2006. ISBN 978-987-580-164-6.)
- Historias a pura sangre (1ª edición). Fundación Octubre - Trabajadores de Edificios. 2006. ISBN 978-987-1025-18-3.[6]
- La ejecución (1ª edición). Sudamericana. 2009. ISBN 978-950-07-3052-5.
- Los doblados - Las infiltraciones del Batallón 601 en la guerrilla argentina (1ª edición). Sudamericana. 2016. ISBN 978-950-07-5610-5.[7]
- La Maldición de Salsipuedes (1ª edición). Ediciones B. 2016. ISBN 978-987-627-619-1.[8]
- El otoño de los genocidas (1ª edición). Punto de Encuentro. 2017. ISBN 978-987-1567-96-6.[9]
- Crónicas de la vida turbia (1ª edición). Desde la Gente. 2017. ISBN 978-950-860-297-8.[10][11]

También escribió el prólogo (además de ser uno de los protagonistas) de la novela policial negra de Martín Malharro: Calibre.45. Mil Botellas Editorial, La Plata, (2010) ISBN 9789872574710

## Filmografía
En televisión fue parte del equipo de los programas El otro lado y El visitante, de Fabián Polosecki. Integró el equipo de Juan Castro en el ciclo periodístico Unidos y dominados (América, 2000) junto a Fernando Carnota, Lorena Maciel y Marcelo Gantman.
En cine fue parte de:
- El bonaerense (2002), de Pablo Trapero. Coguionista. Aparece en una escena en la comisaría, donde hace de borracho.[12]
- El túnel de los huesos (2011), de Nacho Garasino. Investigación periodística. Fue encarnado por el actor profesional Jorge Sesan. Nominada a mejor ópera prima para los Premios Sur.[13]
- Parapolicial negro: Apuntes para una prehistoria de la Triple A (2012) de Javier Diment. Coguionista. Nominado a mejor documental para los Premios Sur.[14][15]
- Mujeres de lesa humanidad (2013), documental de Javier Diment. Ragendorfer hizo las entrevistas a esposas de represores.[16]